# Allégorie de la débauche et du plaisir
Allégorie de la débauche et du plaisir est une œuvre du peintre néerlandais Jérôme Bosch réalisé entre 1490 et 1500. Il est actuellement exposé à la Yale University Art Gallery à New Haven, dans le Connecticut.  
Il s'agit du panneau gauche d'un triptyque, dont les différentes parties sont aujourd'hui séparées. Les autres panneaux du Triptyque du vagabond sont La Nef des fous et La mort de l'avare.

## Histoire de l’œuvre
En 1972, l'historien et critique d'art Filedt Kok émet l'hypothèse, en se basant sur des similitudes extraordinaires en termes de conception, que quatre des œuvres de Bosch pourraient faire partie d'un seul et même ensemble (peut-être un triptyque) : Le Vendeur ambulant, l’Allégorie de la débauche et du plaisir, Nef des fous et La Mort de l'avare. L'hypothèse ne rencontre pas alors un grand succès, notamment parce que le premier panneau était attribué à une phase plus tardive de la vie de l'artiste ; et le dernier, en raison de la présence de la figure monumentale au premier plan. 
Cependant, l'analyse dendrochronologique réalisée des années plus tard, viendra confirmer cette hypothèse, révélant à quel point le bois des quatre œuvre était compatible avec le fait qu'elle appartiennent à un ensemble unique, datable d'environ 1494. Avant ces analyses, les historiens dataient cette œuvre entre 1500 et 1510.

## Description et analyse
Le triptyque d'origine devait être composé de la Nef des fous à gauche avec l’Allégorie de la débauche et du plaisir et dessous et La Mort de l'avare à droite. Le panneau central a disparu, s'il a un jour existé (il pourrait également s'agir d'un diptyque), et le Vendeur ambulant devait se trouver au dos du volet de gauche, coupé dans le sens longitudinal afin d'obtenir deux panneaux.
L’Allégorie de la débauche et du plaisir devait probablement symboliser une condamnation de la gourmandise, et le panneau droit l'avarice. Le fragment montre un homme obèse chevauchant un tonneau qui flotte sur une sorte de lac ou d'étang, entouré de gens qui le poussent ou qui distillent le liquide dans le récipient. Dessous, un homme nage avec — sur sa tête — un récipient rempli de viande. Sur la rive, les vêtements des personnages qui se baignent ont été laissés empilés, tandis que sur la droite, sous une tente, un couple se livre à des épanchements lascifs, probablement dus à l'ivresse.

## Sources et bibliographie
- (en) Cet article est partiellement ou en totalité issu de l’article de Wikipédia en anglais intitulé « Allegory of Gluttony and Lust » (voir la liste des auteurs).
- (it) Franca Varallo, Bosch, Skira, Milan, 2004.